# فرودگاه ارزنجان
فرودگاه ارزنجان (به انگلیسی: Erzincan Airport) یک فرودگاه همگانی و نظامی با کد یاتا ERC است که یک باند فرود بتن دارد و طول باند آن ۳۰۰۰ متر است. این فرودگاه در شهر ارزنجان کشور ترکیه قرار دارد و در ارتفاع ۱۱۵۳ متری از سطح دریا واقع شده است.

## شرکت‌های هواپیمایی و مقصدهای پروازی

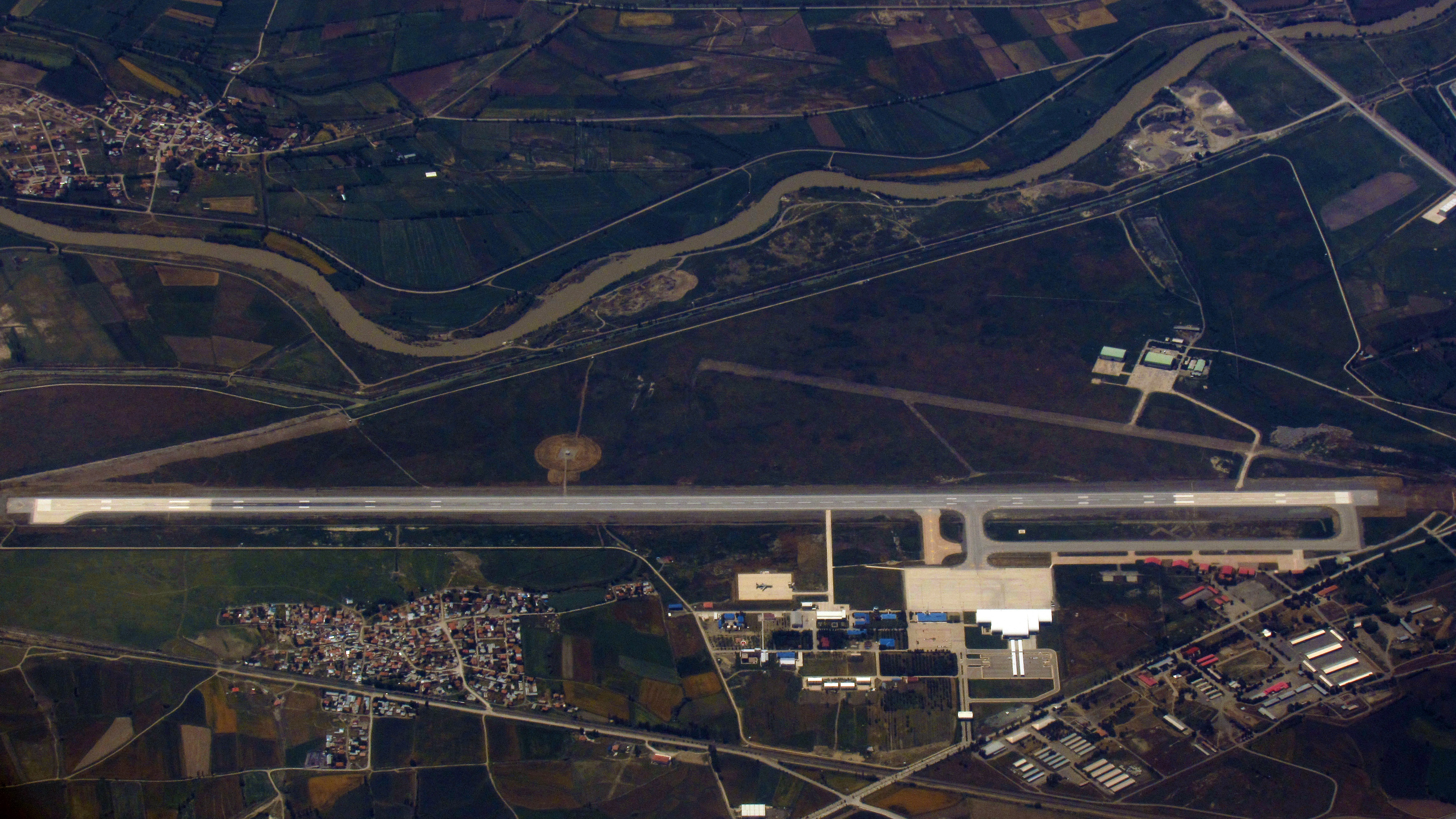
Aerial photo of the airport in 2016.

| شرکت‌های هواپیمایی                  | مقصدهای پروازی |
| ---------------------------------- | -------------- |
| پگاسوس ایرلاینز                    | صبیحه گوکچن    |
| ترکیش ایرلاینز                     | آتاترک         |
| ترکیش ایرلاینز اجرا توسط آنادولوجت | اسن‌بوغا        |